# Luca Devoti
Luca Devoti, född den 2 januari 1963 i Verona, är en italiensk seglare.
Han tog OS-silver i finnjolle i samband med de olympiska seglingstävlingarna 2000 i Sydney.